# Новая вечерняя газета
«Новая вечерняя газета»  — ежедневная вечерняя газета,  выходившая в 1925—1926 гг. в Ленинграде.

## История
На страницах «Новой вечерней газеты» публиковались актуальные городские новости, сообщения из-за рубежа, фельетоны и стихотворения, некрологи, биржевая хроника, репертуар ленинградских театров, реклама. В номере от 18 августа 1925 года был опубликован один из первых советских кроссвордов («переплетенные слова»), в дальнейшем в газете регулярно публиковались подобные материалы. Наряду с  «Красной газетой», «Вечерней Красной газетой» и «Петроградской правдой», «Новая вечерняя газета» является ценным источником о ленинградской жизни в период НЭПа. К изданию выходили различные приложения, например, в октябре 1925 года было выпущено 4 «Веселых номера Новой вечерней газеты». Практически весь комплект газеты (всего было выпущено чуть больше 300 номеров) оцифрован Российской национальной библиотекой.